# كينيث ووكر (عسكري)
كينيث ووكر (بالإنجليزية: Kenneth Walker)‏ هو عسكري أمريكي، ولد في 17 يوليو 1898 في Los Cerrillos, New Mexico ‏ في الولايات المتحدة، وتوفي في 6 يناير 1943 في رابول في بابوا غينيا الجديدة.